# دوايت كاي
دوايت كاي (بالإنجليزية: Dwight Kay)‏ هو سياسي أمريكي، ولد في 5 مايو 1947 في ويتون في الولايات المتحدة. حزبياً، نشط في الحزب الجمهوري. وقد انتخب عضو مجلس نواب إلينوي.

## وصلات خارجية
- الموقع الرسمي